# 평화의 길
"평화의 길"(화평의 길)은 한국에서 제작된 강대진 감독의 1984년 영화이다. 전운 등이 주연으로 출연하였다.

## 출연

### 주연
- 전운
- 이순재
- 김혜숙
- 한은진
- 신양균 일본순사역

## 기타
- 원작자: 김태원
- 조명: 최의정
- 녹음: 손인호
- 미술: 김성배